# Михайлов, Максим Игоревич
Максим Игоревич Михайлов (13 февраля 1994, Ульяновск, Россия — 24 марта 2022, Украина) — российский военнослужащий, старший лейтенант. Герой Российской Федерации (посмертно, 2022).

## Биография
Окончил Ульяновскую гимназию № 44, последние два года учился в милицейском классе. Активно занимался футболом и волейболом. Окончил музыкальную школу по классу классической гитары. В 2012—2017 годах обучался в Казанском высшем танковом командном училище, после окончания которого был назначен командиром танкового взвода 42-й гвардейской мотострелковой дивизии. В 2014 году, как один из лучших курсантов, был командирован в Сочи на охрану олимпийских объектов. В 2017 году назначен командиром танкового взвода 42-й гвардейской мотострелковой Евпаторийской Краснознаменной дивизии. С 24 февраля 2022 года участвовал во вторжении России на Украину, командир танковой роты. Погиб в результате попадания снаряда в его танк.

## Награды
- Звание «Герой Российской Федерации» (1 июня 2022 года, посмертно) — «за мужество и героизм, проявленные во время выполнения воинского долга.» 10 июня медаль «Золотая звезда» была передана родным Михайлова полномочным представителем Президента РФ в Южном федеральном округе Владимиром Устиновым.

## Увековечивание памяти
- 3 сентября 2022 года в Ульяновской гимназии № 44 была открыта мемориальная доска в честь четырёх выпускников, которые погибли в различных военных конфликтах[2].

Мемориальная доска на здании Гимназии № 44.

- Мемориальная доска на здании Гимназии № 44.В ульяновской гимназии № 44 открылась Стена памяти, посвящённая выпускникам, погибшим в ходе вторжения на Украину, где есть место, посвящённое Михайлову[3].